# Conectores eléctricos para remolque según ISO
Existen varios estándares ISO para conectores de sistemas-(indicativos)-luminicos a aplicar en remolques o tráileres, que conectan desde el vehículo de tracción al remolque que arrastra. 
Nota: «los detalles son listados en los epígrafes ( bajo esta nota ). Así como son añadidas algunas Notas ( importantes ) como posibles advertencias a deber tener en cuenta ( dado que pueden existir problemas, desde ignorados a considerados: 'aun no resueltos )»

## Conectores para remolques y coches de pasajeros, camión ligero o camiones pesados con sistemas de 12V.

### Normalizacion ISO-4141-3
En Europa ( EU ), los conectores de sistemas lumínicos del grupo o conjunto de Normalización ISO-4141-3 específico a los objetos: conector (hebra/macho) de sistemas-luminicos (de indicación) específico al objeto de 7-pines con su especificación de la norma: (ISO 1724) y 13-pines con su especificación de la norma (ISO 11446)  son comúnmente utilizados por el gremio de Transporte por carretera.
Decir ( ...en algunos casos especiales, lo que puede ser bastante común... ) que: «La razón 
a que exista un uso interesado para el conector de 13-pines;  surge a que el conector de 7-pines no es capaz de proporcionar todos los servicios que se necesitan en algunos casos dados a la circulación» — Dado que es mejor dejar funciones sin uso aplicado, pero que permita y garantice la funcionalidad de las necesarias, que son las que se esperan. ( Por ejemplo de la circunstancia debida al transporte )
Estos conectores están diseñados para ser utilizados en sistemas de 12V, pero los mismos conectores algunos fabricantes los utilizan en 6V y 24V. El problema de esto es que si se coloca un remolque preparado para funcionar a un voltaje diferente del vehículo entonces este puede dañarse o no funcionar bien a pesar de conectar adecuadamente el conector físico.
La codificación de color está definida en el estándar ISO 4141-3, — pero los códigos de color ( referido a sistemas-de-señalizacio-luminica ) no son siempre respetados y pueden ser diferentes a los instalados en los faros o conectores de los sistemas-luminicos de su vehículo particular. — Lo que puede ser comprensible por la diferencia de  tecnología y requerimientos encontrados  al adaptar el vehículo o elemento vehicular, cumpliendo la obligación de señalizar ante la circunstancia de circular — Pero no es justificación de escusa a no actualizar debidamente según la oferta del mercado si ello es lo posible. — Los organismos de inspección de vehículos ( ITV ) ayudarán ante esta circunstancia.

### CONECTOR (13-pines) / para tráiler (ISO-11446) —Normalizacion ISO-4141-3

Conector (vista en orden de salida / toma 'hembra') para tráiler de 13 pines tipo Jaeger

Diseño físico del estándar ISO 11446 pero también llamado Jaeger-conector por la compañía que lo desarrolló.
| #  | DIN | Señal                                                                                            | Color        | Sección de cable recomendada | Sección de cable recomendada | Notas        |
| #  | DIN | Señal                                                                                            | Color        | mm²                          | AWG                          | Notas        |
| -- | --- | ------------------------------------------------------------------------------------------------ | ------------ | ---------------------------- | ---------------------------- | ------------ |
| 1  | L   | Luz 'Giro Izquierdo'                                                                             | Amarillo     | 1.5                          | 15                           |              |
| 2  |     | Luz Antiniebla                                                                                   | Azul         | 1.5                          | 15                           |              |
| 3  | 31  | Tierra (carga (—) Negativo / conectado a chasis, para derivar estática) Pines 1 a 8              | Blanco       | 2.5                          | 13                           | [ISO11446 1] |
| 4  | R   | Luz 'Giro Derecho'                                                                               | Verde        | 1.5                          | 15                           |              |
| 5  | 58R | Luz de posición (Luces de gálibo lámparas de identificación y lámpara de matrícula) lado derecho | Marrón       | 1.5                          | 15                           | [ISO11446 2] |
| 6  | 54  | Luz de freno                                                                                     | Rojo         | 1.5                          | 15                           |              |
| 7  | 58L | Luz de posición (+ Luces de gálibo y luz de placa de matrícula ) lado izquierdo                  | Negro        | 1.5                          | 15                           | [ISO11446 2] |
| 8  |     | Luz de marcha atrás/retroceder (+ señal-de-control para anular frenos-eléctricos al retroceder ) | Rosa         | 1.5                          | 15                           |              |
| 9  | 30  | +12V permanente                                                                                  | Naranja      | 2.5                          | 13                           |              |
| 10 | 15  | +12V al dar llave de contacto                                                                    | Gris         | 2.5                          | 13                           |              |
| 11 | 31  | Tierra (-) para Pin 10                                                                           | Negro/Blanco | 2.5                          | 13                           | [ISO11446 1] |
| 12 |     | Reservado para uso futuro                                                                        | Gris-claro   | 1.5                          | 15                           | [ISO11446 3] |
| 13 | 31  | Tierra (-) para Pin 9                                                                            | Rojo/Blanco  | 2.5                          | 13                           | [ISO11446 1] |

Información adicional para este conector:

### CONECTOR ( 7-pines ) / para vehículos con remolque (ISO 1724) —Normalización: ISO-4141-3

Conector de 7 pines (vista en orden de salida de corriente / Toma hembra) para tráiler ISO1724 (Vista del vehículo Remolcador)

Diseño físico según estándar ISO 1724.
El conector de 7 pines en los tráileres nuevos utiliza todos los pines según el estándar de ISO.
Este tipo de conector es recomendado para los vehículos en Argentina por los grupos amateurs de vida al aire libre.
Los tráileres más viejos o simples tienen un cableado de solo 5 conductores para un conector de 7 pines. En estos casos se excluyen: la conexión para luz trasera derecha (58R) y luz de niebla trasera (54G) y se conectan todas las luces traseras al pin de luz trasera izquierda (58L).
En los tráileres se recomienda conectar el pin 54G a la luz de marcha atrás, salvo cuando el tráiler requiera +12V permanente, por ejemplo en una casilla rodante, donde se lo utiliza para tal fin.
| # | DIN | Señal                                                                 | Color         | Sección de cable recomendada | Sección de cable recomendada | Notas |
| # | DIN | Señal                                                                 | Color         | mm²                          | AWG                          | Notas |
| - | --- | --------------------------------------------------------------------- | ------------- | ---------------------------- | ---------------------------- | ----- |
| 1 | L   | Luz 'Giro izquierdo'                                                  | Amarillo      | 1.5                          | 18                           |       |
| 2 | 54G | Luz Antiniebla                                                        | Azul          | 1.5                          | 15                           |       |
| 3 | 31  | Masa (carga (—) Negativo / conectado a chasis, para derivar estática) | Blanco o Gris | 2.5                          | 13                           |       |
| 4 | R   | Luz 'Giro derecho'                                                    | Verde         | 1.5                          | 18                           |       |
| 5 | 58R | Luz de posición (+ Luz Patente + Galivo = en laterales)               | Marrón        | 1.5                          | 18                           |       |
| 6 | 54  | Luz de freno                                                          | Rojo          | 1.5                          | 18                           |       |
| 7 | 58L | Toma de Corriente [(—) carga-negativa]                                | Negro         | 1.5                          | 18                           |       |

#### Pin 2 (54G)
Según la Norma DIN 72552 el Pin 2 (54G) originalmente fue pensado para el control eléctrico de frenos de los tráileres.
Luego el Pin 2 (54G) ha sido utilizado para una variedad de funciones diferentes del uso original, aquí unos cuantos ejemplos:
- +12V permanente.
- +12V vía llave de encendido.
- Lámparas de niebla trasera.
- Lámparas de marcha atrás.

Este es el motivo por el cual algunos tráileres quedan con las luces de niebla traseras o de marcha atrás encendidas cuándo deberían estar apagadas. (El vehículo cableado con +12V permanente o vía llave de encendido y el tráiler cableado a las lámparas de niebla o marcha atrás)

#### Cableado deBatería( Transferencia de señal eléctrica )
La definición aplicada al color determinado según la naturaleza de la carga eléctrica [+/-] dónde los cables está (designados) en función de su resistencia, a permitir  una transferencia de carga eléctrica: con Garantía-segura; para el voltage a trasmitir/conducir a los conector/es )
[ en las tablas (epígrafes de arriba) se indica el tamaño de cable. ]
(Glosario)

Cable Negro 
[ definición según 'standrad'  de electricidad ]
Negativo: ( — ) Comúnmente el cable color negro se utiliza para:  transmitir/conducir, la corriente de polo negativo ( carga: — ) — ( Borne 'Negro' de Batería ).
Cable Rojo 
[ definición según  'standrad' de electricidad ]
Positivo: ( + ) Comúnmente el cable color rojo se utiliza para: transmitir/conducir la corriente de polo positivo ( carga: + )— ( Borne 'Rojo' de Batería ).

## Referencia de Documentos ISO
Los siguientes documentos se mencionan en el texto de tal manera que parte o la totalidad de su contenido constituye información a los requisitos de los Conectores referidos a los 'sistemas-de-indicacción-Lumínicos' especificados por la Organización ISO para la Norma ISO 4141-3:2019 Vehículos de carretera. Cables de conexión multiconductores.
- ISO 4141-3:2019

( Idioma del Texto: Inglés [en-GB] )
Lista  de Vehículos :
[ 1 ]  Vehículos de carretera, con: conectores para la conexión eléctrica de vehículos remolcadores y remolcados. 
[ 2 ]  Vehículos de carretera, con: Cables de conexión multinúcleo. 
[ 3 ]  Vehículos de carretera con: Cables de conexión multiconductores.
[ 4 ]  Vehículos de carretera/trabajo con Conexiones eléctricas entre vehículos tractores y remolques.

Lista de Documentos ISO:
( Idioma del Texto: Inglés [en-GB] )
— ISO 1185,  Conector de 7 polos tipo 24 N (normal) para vehículos con tensión de alimentación nominal de 24 V
( Vehículos: [ 1 ] )
— ISO 1724 ,  Conector de 7 polos tipo 12 N (normal) para vehículos con tensión de alimentación nominal de 12 V 
( Vehículos: [ 1 ] )
— ISO 3731,  Conector de 7 polos tipo 24 S (suplementario) para vehículos con tensión de alimentación nominal de 24 V
( Vehículos: [ 1 ] )
— ISO 3732 ,  Conector de 7 polos tipo 12 S (suplementario) para vehículos con tensión de alimentación nominal de  12 V  ( Vehículos: [ 1 ] )
—ISO 4141-1, Parte 1: Métodos de prueba y requisitos de rendimiento básico de los cables con cubierta.
( Vehículos: [ 2 ] )
— ISO 4141-2,  Parte 2: Métodos de ensayo y requisitos de los cables con cubierta de alto rendimiento. 
( Vehículos: [ 3 ] )
— ISO 7638-1 , — Parte 1: Conectores para sistemas de frenado y tren de rodaje de vehículos con tensión de alimentación nominal de 24 V 
( Vehículos: [ 1 ] )
— ISO 7638-2, Parte 2: Conectores para sistemas de frenado y tren de rodaje de vehículos con tensión de alimentación nominal de 12 V 
( Vehículos: [ 1 ] )
— ISO 11446-1 ,  Parte 1: Conectores de 13 polos para vehículos con tensión de alimentación nominal de 12 V no destinados a cruzar vados de agua. 
( Vehículos: [ 1 ] )
— ISO 11446-2 ,  Parte 2: Conectores de 13 polos para vehículos con tensión de alimentación nominal de 12 V destinados a cruzar vados de agua. 
( Vehículos: [ 1 ] )
— ISO 12098 ,  Conector de 15 polos para vehículos comerciales equipados con sistemas de 24 V , Características dimensionales y asignación de contactos. 
( Vehículos: [ 4 ] )
— ISO 25981 , Conectores para sistemas de carga controlados electrónicamente con tensión de alimentación nominal de 12 V  o  24 V 
( Vehículos: [ 1 ] )

### Guía de símbolos
| Ejemplo | Descripción |
| ------- | ----------- |
|         | Pin hembra  |
|         | Pin macho   |

- Datos: Q14955693